# Krogstadsudde
Krogstadsudde är en svensk fyr som finns vid inloppet för Bua hamn och Videbergs hamn i Halland.
Fyren på Krokstads udde står på södra sidan om inloppet i Båtafjorden. Den sju meter höga fyren är inseglingsfyr för båtar till Bua och Videbergs hamnar. Fyren byggdes 1928.
Den inköptes från Falkenberg och fraktades till Bua på fiskebåten Serafia. Efter viss modernisering kunde fyren ersätta de två ljuslyktor som var placerade på stolpar ute på udden. Fyren drevs med gas fram till 1966 då den elektrifierades.